# Bakčar
Il Bakčar (in russo Бакчар?) o Bol'šoj Bakčar (Большой Бакчар) è un fiume della Russia, nella Siberia occidentale. Alla confluenza con il fiume Parbig, forma il fiume Čaia (un affluente dell'Ob'). Scorre nel  Čainskij e nel Bakčarskij rajon dell'Oblast' di Tomsk. 

## Descrizione
Il Bakčar scende dalla Pianura di Vasjugan e alla confluenza con il fiume Parbig, all'altezza del villaggio di Ust'-Bakčar (Усть-Бакчар), dà origine alla Čaia. Scorre in direzione settentrionale. La sua lunghezza è di 348 km. L'area del bacino è di 7 310 km². La portata media annua del fiume, all'altezza dell'insediamento di Gorelovka (Гореловка), è di 17,74 m³/s.
I suoi principali affluenti, da sinistra, sono il Teterenka (Тетеренка), lungo 122 km, e il Galka (Галка), 145 km.
Alcuni insediamenti rurali si susseguono lungo il corso del fiume. Il villaggio di Bakčar, centro amministrativo del Bakčarskij rajon, nonostante il nome, non si trova sul fiume, ma sul suo affluente, il Galka.